# Rubem Novaes
Rubem de Freitas Novaes (Rio de Janeiro, 22 de agosto de 1945) é um economista, escritor e professor universitário brasileiro, filiado ao Partido Novo (NOVO). Foi presidente demissionário do Banco do Brasil, tendo sido nomeado pelo presidente Jair Bolsonaro após indicação do ministro Paulo Guedes.

## Educação
Novaes graduou-se em economia pela Universidade Federal do Rio de Janeiro (UFRJ), posteriormente concluindo mestrado e doutorado na Universidade de Chicago. Sua tese de doutorado tratou de investimentos estrangeiros no Brasil.

## Carreira
Novaes foi professor na Fundação Getúlio Vargas (FGV). Foi diretor do Banco Nacional de Desenvolvimento Econômico e Social (BNDES) e presidente do Serviço Brasileiro de Apoio às Micro e Pequenas Empresas (Sebrae).
Considerado um liberal é favorável a privatizações e a menor participação do Estado na economia.
Em novembro de 2018, Novaes foi indicado por Paulo Guedes, ministro da Economia designado pelo presidente Jair Bolsonaro e por Pedro Guimarães presidente da Caixa Econômica Federal, para o cargo de presidente do Banco do Brasil. Seu nome também havia sido cotado para a presidência do BNDES. Em 7 de janeiro de 2019, foi empossado como presidente do banco. Novaes foi defensor ferrenho da privatização do BB e manifestou-se favoravelmente a venda do banco público, uma posição em sintonia com Guedes, mas que enfrentava resistência de Bolsonaro.
De maneira repentina, em julho de 2020, pediu demissão do cargo, a ser efetivada em agosto. Em entrevista para Merval Pereira no jornal O Globo, Novas alegou que um dos motivos de sua saída foi que "em Brasília, tem muita gente com o rabo preso". Complementou a informação dizendo que "tudo começou a ficar ruim com a reeleição de Fernando Henrique Cardoso e que piorou muito nos anos do PT com mensalões e petrolões." A CNN Brasil informou que a demissão de Novaes se deu após pedido de explicações do ministro do Supremo Tribunal Federal Alexandre de Moraes no Inquérito das Fake News, resultado de uma denúncia a ele pelo Tribunal de Contas da União.

## Publicações
- "Investimentos Estrangeiros no Brasil: Uma Análise Econômica" - Editora Expressão Cultura, 1975.[22]
- "Politica brasileira de investimentos" - Fundação Centro de Estudos do Comercio Exterior. 1978.[23]